# 基娅拉·马西尼·卢切蒂
基娅拉·马西尼·卢切蒂（義大利語：Chiara Masini Luccetti，1993年3月26日—），意大利女子游泳运动员，2013年地中海运动会女子4×200米自由泳接力金牌得主、2014年欧洲游泳锦标赛女子4×200米自由泳接力金牌得主、2015年世界游泳锦标赛女子4×200米自由泳接力银牌得主。